# 文祉允
文祉允（ムン・ジユン、朝: 문지윤、英: Ji-Yoon Moon、1971年4月19日-) は韓国出身の柔道選手。現役時代は72kg超級の選手。

## 人物
17歳の時に地元で開催されたソウルオリンピック(公開競技)では5位となった。1989年の世界選手権では3位決定戦で72kg級の田辺陽子に上四方固で敗れて5位に終わった。1991年の世界選手権では決勝で中国の張穎を一本背負投の有効で破って優勝を果たした。しかし、翌年のバルセロナオリンピックでは2回戦で敗れてメダルを獲得できなかった。1993年の世界選手権では無差別で3位となった。

## 主な戦績
(階級表記のない大会は全て72kg超級での成績)
- 1988年 - アジア選手権　72kg超級　3位　無差別　2位
- 1988年 - ソウルオリンピック　5位
- 1991年 - 世界選手権　無差別　5位
- 1991年 - フランス国際　優勝
- 1991年 - 世界選手権　優勝
- 1992年 - フランス国際　3位
- 1992年 - ブルガリア国際　3位
- 1992年 - 福岡国際　3位
- 1993年 - フランス国際　優勝
- 1993年 - 世界選手権　無差別　3位